# Perisphaerus flavipes
Perisphaerus flavipes är en kackerlacksart som först beskrevs av Henri Saussure 1863.  Perisphaerus flavipes ingår i släktet Perisphaerus och familjen jättekackerlackor. Inga underarter finns listade i Catalogue of Life.